# Eddie Barth
Eddie Barth, pseudonimo di Edward Michael Bartholetti (Filadelfia, 29 settembre 1931 – Los Angeles, 28 maggio 2010), è stato un attore statunitense.

## Biografia
Tra il 1981 e il 1989  ha interpretò Myron Fowler, proprietario della Peerless Detectives, in 38 episodi della serie televisiva Simon & Simon. Ha anche interpretato un tenente di polizia nella serie Shaft ed è ha avuto ruoli regolari anche in Giudice di notte, La signora in giallo, Civil Wars e Stone.
Morì per insufficienza cardiaca nella sua casa a Los Angeles il 28 maggio del 2010, all'età di 78 anni.

## Filmografia parziale

### Cinema
- Il dittatore dello stato libero di Bananas (Bananas), regia di Woody Allen (1971)
- Shaft il detective (Shaft), regia di Gordon Parks (1971)
- Terapia di gruppo (Made for Each Other), regia di Robert B. Bean (1971)
- Due supercolt a Brooklyn (The Super Cops), regia di Gordon Parks (1974)
- Inferno in Florida (Thunder and Lightning), regia di Corey Allen (1977)
- Amityville Horror, regia di Stuart Rosenberg (1979)
- Saranno famosi (Fame), regia di Alan Parker (1980)
- Rover e Daisy (Rover Dangerfield: The Dog Who Gets No Respect), regia di James L. George e Bob Seeley (1991) – voce
- Babe va in città (Babe: Pig in the City), regia di George Miller (1998)
- Osmosis Jones, regia di Peter e Bobby Farrelly (2001) – voce

### Televisione
- Shaft – serie TV, 7 episodi (1973-1974)
- Kojak – serie TV, un episodio (1975)
- Husbands, Wives & Lovers – serie TV, 10 episodi (1978)
- Stone – serie TV, 4 episodi (1980)
- Simon & Simon – serie TV, 38 episodi (1981-1988)
- Love Boat (The Love Boat) – serie TV, un episodio (1984)
- La signora in giallo (Murder, She Wrote) – serie TV, episodi 1x00-9x16-10x20 (1984-1994)
- Top Secret (Scarecrow and Mrs. King) – serie TV, un episodio (1987)
- Doctor Doctor – serie TV, 2 episodi (1989)
- Civil Wars – serie TV, 5 episodi (1992-1995)
- Men in Black (Men in Black: The Animated Series) – serie TV, 28 episodi (1997-2001)

## Doppiatori italiani
Nelle versioni in italiano delle opere in cui ha recitato, Eddie Barth è stato doppiato da:
- Marcello Tusco in Shaft
- Vittorio Di Prima in Saranno famosi
- Gino Pagnani in La signora in giallo (ep. 1x00)
- Gianni Vagliani in La signora in giallo (ep. 9x16)
- Goffredo Matassi in La signora in giallo (ep. 10x20)
- Michele Gammino in Top Secret